# Karl Lamprecht

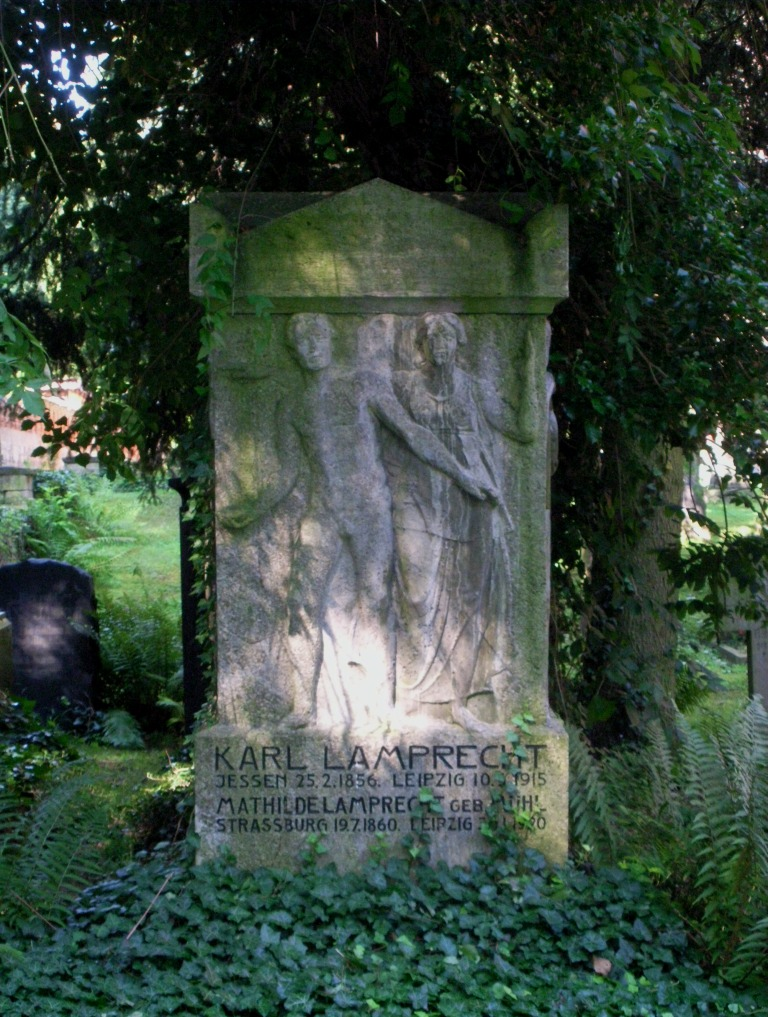
Nagrobek w Schulpforte

Karl Gotthart Lamprecht (ur. 25 lutego 1856 roku w Jessen, zm. 10 maja 1915 roku w Lipsku) – niemiecki historyk. Jako profesor historii na Uniwersytecie w Lipsku odegrał ważną rolę w sporze o metodologię badania historii (Methodenstreit).

## Życiorys
Karl Lamprecht pochodził z rodziny ewangelickiej. Jego ojcem był pastor Carl Nathanael Lamprecht (1804–1878). Starszy brat Hugo studiował podobnie jak ojciec teologię i został później superintendentem.
Karl Lamprecht ożenił się z Mathilde Mühl (1860–1920), z którą miał dwie córki. Córka  Marianne wyszła za mąż za Kleina-Walbecka (1888-1946), a  Elisabeth za Rose-Schütza (1890–1978).
Jego grób znajduje się na cmentarzu w Schulpforte.

### Studia
Po ukończeniu gimnazjum w Wittenberdze i Schulpforta, od 1874 roku studiował historię na Uniwersytecie Jerzego Augusta w Getyndze, Uniwersytecie w Lipsku oraz Uniwersytecie Ludwika i Maksymiliana w Monachium. W Getyndze został członkiem studenckiego koła śpiewaczego Blauen Sänger  założonego w 1860 roku przy uniwersytecie, a należącego do Sondershäuser Verband. W Lipsku bywał na spotkaniach uniwersyteckiego koła śpiewaczego w St.Pauli, należącego do Deutsche Sängerschaft, którego później został honorowym członkiem. Również w Monachium śpiewał w akademickim chórze. W czasie pobytu w Bonn był członkiem koła śpiewaczego  Sängerverbindung Makaria. Poza tym był honorowym członkiem i honorowym przewodniczącym Burschenschaft Roter Löwe  w Lipsku.
Pod wpływem ekonomisty Wilhelma Roschera (przedstawiciela ekonomii klasycznej) bardzo zainteresował się historią gospodarczą. W 1878 roku doktoryzował się na wydziale filozoficznym Uniwersytetu w Lipsku u Wilhelma Roschera i historyka Carla von Noorden pracą Beiträge zur Geschichte des französischen Wirtschaftslebens im 11. Jahrhundert.
Po śmierci ojca nie widział perspektyw pracy  bez stałego wynagrodzenia jako privatdozent, zatem w 1879 roku zdał państwowy egzamin na nauczyciela i odbył roczny staż w Friedrich-Wilhelm-Gymnasium w Kolonii. W tym samym roku został nauczycielem domowym u kolońskiego bankiera Deichmanna i poznał tam przedsiębiorcę Gustava von Mevissena i dzięki jego stypendium mógł studiować historię gospodarczą Nadrenii. W 1881 roku założył z Mevissenem  Gesellschaft für Rheinische Geschichtskunde. Wspólnie z Felixem Hettnerem, dyrektorem  Trierer Provinzial-Museums wydawał w latach 1881–1891 czasopismo Westdeutsche Zeitschrift für Geschichte und Kunst.

### Kariera zawodowa
W 1880 roku habilitował się na Uniwersytecie w Bonn u Wilhelma Maurenbrechera pracą o Dietrichu Engelhus i został tam privatdozentem. Praca nie została opublikowana, gdyż była tylko częściowo ukończona. W 1888 roku został profesorem nadzwyczajnym a w 1890 roku powołano go na profesora zwyczajnego do Uniwersytetu w Marburga jako następcę Conrada Varrentrappa. W 1891 roku objął katedrę historii średniowiecznej i nowożytnej w Lipsku jako następca Georga Voigta (1827–1891) i został drugim dyrektorem wydziału historii na lipskiej uczelni (obok Wilhelma Maurenbrechera, któremu zawdzięczał powołanie na ten uniwersytet). Po śmierci Maurenbrechera sam prowadził wydział historii do 1915 roku. W 1898 roku założył, wspólnie z geografem  Friedrichem Ratzelem, seminarium historyczno-geograficzne. Jako rektor, w latach 1910 i 1911, brał czynny udział w reformie studiów i zapisał między innymi stanowisko studentów w uniwersyteckiej konstytucji.
W 1906 roku zaproponował utworzenie seminarium historii kraju i osadnictwa, które powstało pod kierownictwem Rudolfa Kötzschke (1867–1949) i założył królewski saksi Institut für Kultur- und Universalgeschichte będący pierwszym humanistycznym instytutem w Niemczech i podlegający bezpośrednio ministerstwu. Planował założenie kolejnych instytutów. Jego następcą na katedrze historii został  Walter Goetz.
W 1896 roku założył królewską komisję Königlich Sächsischen Kommission für Geschichte. Był także członkiem Związku Wszechniemieckiego i Gesellschaft für Hochschulpädagogik, którego przewodniczącym został w 1911 roku.
Utrzymywał bliskie kontakty z psychologiem Wilhelmem Wundt i chemikiem Wilhelmem Ostwald.

### Rozwój naukowy
W przeciwieństwie do ogólnie panującego poglądu w środowisku akademickim w Niemczech podkreślał znaczenie w historii kultury  materialnych czynników i stowarzyszeń. Zdanie to pokazuje zwięźle podsumowanie nastawienia Lamprechta, że nie  zależy to od tego jak było, lecz jak to się stało. Panującemu indywidualizmowi oraz poglądom, że wielcy ludzie tworzą historię (Heinrich von Treitschke), przeciwstawiał znaczenie otoczenia i przede wszystkim gospodarczy rozwój. Przyjmował także, że w historii można odkryć prawidłowości, które nie negują wolności jednostki.

### Methodenstreitw badaniu historii
Od 1890 roku, w związku z dziełem Lamprechta Deutsche Geschichte, rozgorzał spór metodologiczny (Methodenstreit). Karl Lamprecht wprawdzie nie bardzo zajmował się lub chciał się zajmować historią kultury i gospodarki. Ważniejsze dla niego było pytanie, które gatunki piśmiennictwa historycznego mogą spełnić te nowe wymagania, zarówno z punktu widzenia społeczeństwa, jak i nauk przyrodniczych. Sądził, że historia kultury i gospodarki jest nadrzędna w stosunku do historii polityki i osób.
Duży wpływ wywarł na niego ekonomista Wilhelm Roscher, który zwrócił jego uwagę na historyczno-gospodarcze pytania. Odrzucił opisowe pojmowanie historii, jakie do tej pory reprezentował  Leopold von Ranke i jego następcy. Także państwa były przez niego traktowane jako zjawisko wtórne. Chodziło mu nie o przedstawienie historii państwa i wydarzeń, lecz o leżące u podstaw prawidłowości.
W wyniku tego natknął się na opór niemieckich historyków, w szczególności zwolenników Leopolda von Ranke. Georg von Below, Max Lenz i Felix Rachfahl zarzucali mu niechlujny sposób cytowania źródeł. Do kolejnych jego przeciwników zaliczają się Hans Delbrück, Friedrich Meinecke, Hermann Oncken, Max Weber i Gustav Schmoller. Jeszcze mocniejszym zarzutem był pozytywizm i materializm, ponieważ jego pierwszy tom  Deutsche Geschichte otrzymał życzliwą recenzję socjaldemokratycznego historyka Franza Mehringa.

W koncepcji historii powszechnej Lamprechta i jego podstawowej teorii psychogenezy można w końcu zauważyć  wpływ narodowej psychologii Wilhelma Wundta. Tak więc Lamprecht doszedł do teorii, że historyczny rozwój świadomości narodowej powstał w kilku etapach na przestrzeni wieków. Etapy te odpowiadają gospodarczo-kulturalnemu rozwojowi, które charakteryzuje w następujący sposób:
- Symbolismus (do 350 roku naszej ery, polowania i łowienie ryb)
- Typismus (lata 350–1050, produkcja towarów na własne potrzeby)
- Konventionalismus (lata 1050–1450, produkcja na potrzeby dworu)
- Individualismus (lata 1450–1700, powstanie handlu i gospodarki pieniężnej)
- Subjektivismus (od 1700 roku, gospodarka pieniężna, indywidualny handel i przemysł).

Konsekwencją tego podziału rozwoju gospodarczo-kulturowego była jego periodyzacja niemieckiej historii. 
Większość historyków odrzuciło jego nowe metodologiczne poglądy i nawet współcześni historycy są innego zdania. Jego Deutsche Geschichte ukazała się nie do końca dopracowana. Georg von Below należał do jego największych przeciwników i napisał "należy użyć siekiery"  w stosunku do jego naukowej pracy.
Dlatego w niemieckim środowisku historycznym był odosobniony. W przeciwieństwie do tego we Francji jego koncepcje zostały dobrze przyjęte i wywarł wpływ na metodologię szkoły Annales.

## Pisma (wybór)
- Deutsche Geschichte. 12 tomów, Berlin 1891-1909.
- Deutsches Wirtschaftsleben im Mittelalter, Leipzig 1885/1886
- Alte und neue Richtungen in der Geschichtswissenschaft, Gaertner, Leipzig 1896
- Die kulturhistorische Methode, Gaertner, Berlin 1900[3]
- Deutsche Geschichte der jüngsten Vergangenheit und Gegenwart, 2 tomy, Berlin 1912/1913